# Cyperobia carectorum
Cyperobia carectorum är en insektsart som beskrevs av Ernst Evald Bergroth 1927. Cyperobia carectorum ingår i släktet Cyperobia och familjen Cantacaderidae. Inga underarter finns listade i Catalogue of Life.